# Chiclana de la Frontera
Chiclana de la Frontera est une ville et une commune espagnole de la communauté autonome d'Andalousie, dans la province de Cadix.

## Géographie

### Localisation

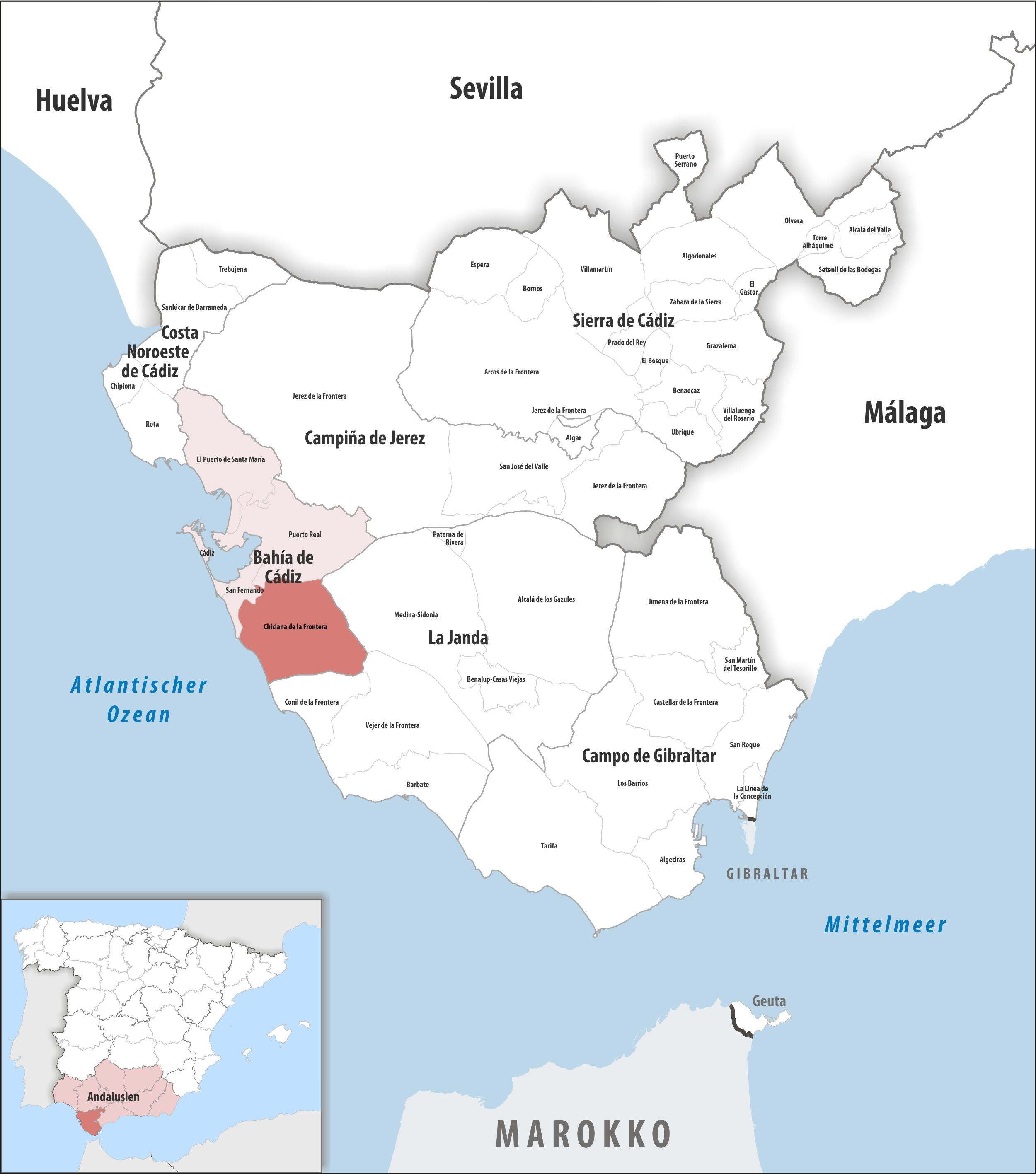
Chiclana de la Frontera dans la province de Cadix / en Andalousie

La commune de Chiclana de la Frontera se trouve dans la pointe sud de la comarque de la Baie de Cadix, en bordure ouest de la province de Cadix, en Andalousie. Elle est bordée à l'ouest par l'océan Atlantique.
Cadix est à 27 km au nord-ouest, 
Jerez de la Frontera à 45 km au nord, 
Algésiras à 91 km au sud-est, 
Gibraltar à 109 km au sud-est.
La partie nord-ouest de la municipalité est dans le parc naturel de la baie de Cadix (es).

## Politique et administration
La ville de Chiclana de la Frontera comptait 87 943 habitants aux élections municipales du 26 mai 2019. Son conseil municipal (en espagnol : Pleno del Ayuntamiento) se compose donc de 25 élus.

### Maires
| Mandat    | Maire | Maire                                                             | Parti | Majorité |
| --------- | ----- | ----------------------------------------------------------------- | ----- | -------- |
| 1979-1983 |       | Agustín Herrero Muñoz                                             | IND   | 8 / 21   |
| 1983-1987 |       | Sebastiánn Saucedo José de Mier (es)                              | PSOE  | 15 / 21  |
| 1987-1991 |       | José de Mier (es)                                                 | PSOE  | 15 / 21  |
| 1991-1995 |       | José de Mier (es) Manuel Jiménez Barrios (es) (1994)              | PSOE  | 14 / 21  |
| 1995-1999 |       | Manuel Jiménez Barrios (es)                                       | PSOE  | 10 / 25  |
| 1999-2003 |       | Manuel Jiménez Barrios (es)                                       | PSOE  | 19 / 25  |
| 2003-2007 |       | Manuel Jiménez Barrios (es) José María Román Guerrero (es) (2004) | PSOE  | 16 / 25  |
| 2007-2011 |       | Ernesto Marín (es)                                                | PP    | 8 / 25   |
| 2007-2011 |       | José María Román Guerrero (es) (2008)                             | PSOE  | 11 / 25  |
| 2011-2015 |       | Ernesto Marín (es)                                                | PP    | 11 / 25  |
| 2015-2019 |       | José María Román Guerrero (es)                                    | PSOE  | 11 / 25  |
| 2019-2023 |       | José María Román Guerrero (es)                                    | PSOE  | 9 / 25   |
| 2023-2027 |       | José María Román Guerrero (es)                                    | PSOE  | 11 / 25  |

### Jumelage
- Chiclana de Segura (Espagne)
- Úbeda (Espagne)
- El Astillero (Espagne)
- Béziers (France)

## Économie
Élevage du xérès
Les trois villes de Sanlúcar de Barrameda, El Puerto de Santa María et Jerez de la Frontera forment le « triangle du Xérès », le fameux vin de Xérès (ou « Sherry »), très prisé des Britanniques. C'est là que le vieillissement de ce vin devait se faire - le raisin, lui, pouvait provenir de n'importe quelle localité du territoire de la Denominación de Origen (DO). Depuis novembre 2022, les caves situées dans les municipalités comprises dans la DO (c'est-à-dire Trebujena, Lebrija, Chipiona, Rota, Chiclana de la Frontera et Puerto Real) peuvent effectuer le processus complet d'élaboration des vins et sont admises de plein droit à l'appellation d'origine.

## Personnalités liées
- Antonio Ibáñez de Alba, inventeur espagnol prolifique, y est né[6] en 1956.